# Jan Smithers
Karin Jan Smithers es una actriz de cine y televisión estadounidense,  conocida por interpretar a Bailey Quarters en la serie de televisión WKRP in Cincinnati.

## Vida y carrera
Smithers creció con sus padres y tres hermanas en Woodland Hills (California). Ella se dio a conocer primera vez en su adolescencia cuando apareció en la portada de Newsweek, el 21 de marzo de 1966, sentada en una motocicleta. Como resultado, realizó algunos trabajos en el mundo de la moda mientras proseguía sus estudios de arte.
Como adolescente, estuvo implicada en un accidente de coche que le dejó una cicatriz permanente en su barbilla, cuando trató de evitar otro coche, desviando y golpeándose con un poste del teléfono. Esta cicatriz le costó algunos papeles, y según ella misma, la hizo sentir insegura acerca de su apariencia.
El primer matrimonio de Smithers fue con Kipp Whitman de 1971 a 1972. De 1986 a 1995, se casó con el actor James Brolin y fue madrastra de sus dos hijos de un matrimonio anterior; juntos tienen una hija, Molly. Ahora, retirada, Smithers vive en Halifax, Nueva Escocia, Canadá.
Después de vivir en Halifax, Nueva Escocia, Canadá, ahora vive en Ojai, California. En junio de 2014, Smithers asistió a una reunión de miembros del elenco de WKRP organizada por The Paley Center for Media.

## Filmografía
- Love Story como Barbara (1 episodio, 1973)
- When the North Wind Blows (1974)
- Where the Lilies Bloom (1974) como Devola
- Trick or Treat (1975)
- Starsky y Hutch
- Our Winning Season (1978) como Cathy Wakefield
- The Love Tapes (1980) (TV) como Carol Clark
- WKRP in Cincinnati como Bailey Quarters (86 episodios, 1978-1982)
- The Fall Guy como Cynthia Caldwell (1 episodio, 1983)
- Legmen como Sarah Turner (1 episodio, 1984)
- Finder of Lost Loves como Barbara Hensen (1 episodio, 1984)
- The Love Boat (4 episodios, 1982–1984)
- Mike Hammer (1 episodio, 1985)
- Cover Up como Karen Morris (1 episodio, 1985)
- Murder, She Wrote as Kathy Farrell (1 episodio, 1985)
- Comedy Factory as Barrie Shepherd (1 episodio, 1985)
- Hotel como Janice Copeland (2 episodios, 1984-1986)
- Mr. Nice Guy (1987) como Lise